# Daan den Bleijker
Izaak Daniël (Daan) den Bleijker (Rotterdam, 30 juli 1928 – aldaar, 23 december 2003) was een Nederlands voetballer die uitkwam voor Feyenoord.
Den Bleijker speelde 107 officiële wedstrijden voor de Rotterdamse voetbalclub. Hij maakte in 1954 het eerste doelpunt voor Feyenoord in het betaalde voetbal (tegen Vitesse). Daarnaast maakte hij vier doelpunten in de met 7–3 gewonnen Klassieker tegen Ajax op zondag 11 november 1956. Dit was de eerste Klassieker in de nieuw gevormde Eredivisie, en de eerste keer in negen jaar dat Feyenoord en Ajax elkaar ontmoetten in een officiële competitiewedstrijd.
In zijn latere carrière is Den Bleijker trainer geweest in het amateurvoetbal bij onder andere VV Heerjansdam, DRL, BVV Barendrecht en VV Smitshoek. Met elke club waarbij Den Bleijker trainer was, werd hij kampioen.

## Carrièrestatistieken
| Seizoen         | Club            | Land            | Competitie                   | Competitie | Competitie | Beker | Beker | Internationaal | Internationaal | Overig | Overig | Totaal | Totaal |
| Seizoen         | Club            | Land            | Competitie                   | Wed.       | Dlp.       | Wed.  | Dlp.  | Wed.           | Dlp.           | Wed.   | Dlp.   | Wed.   | Dlp.   |
| --------------- | --------------- | --------------- | ---------------------------- | ---------- | ---------- | ----- | ----- | -------------- | -------------- | ------ | ------ | ------ | ------ |
| 1954/55         | Feijenoord      | Nederland       | Eerste klasse D (Afgebroken) | –          | 3          | –     | –     | –              | –              | 0      | 0      | –      | 3      |
| 1954/55         | Feijenoord      | Nederland       | Eerste klasse C              | –          | 5          | –     | –     | –              | –              | 0      | 0      | –      | 5      |
| 1955/56         | Feijenoord      | Nederland       | Hoofdklasse B                | –          | 4          | –     | –     | –              | –              | 0      | 0      | –      | 4      |
| 1956/57         | Feijenoord      | Nederland       | Eredivisie                   | –          | –          | –     | 3     | –              | –              | 0      | 0      | –      | –      |
| 1957/58         | Feijenoord      | Nederland       | Eredivisie                   | –          | –          | –     | 0     | –              | –              | 0      | 0      | –      | –      |
| 1958/59         | Feijenoord      | Nederland       | Eredivisie                   | –          | –          | –     | 0     | –              | –              | 0      | 0      | –      | –      |
| 1959/60         | DHC             | Nederland       | Eerste divisie B             | –          | 3          | –     | –     | –              | –              | 0      | 0      | –      | 3      |
| 1960/61         | DHC             | Nederland       | Eerste divisie B             | –          | 2          | –     | 0     | –              | –              | 0      | 0      | –      | 2      |
| Carrière totaal | Carrière totaal | Carrière totaal | Carrière totaal              | –          | –          | –     | 3     | 0              | 0              | –      | –      | –      | –      |